# Strobocalyx
 Strobocalyx   (Blume ex DC.) Sch.Bip., 1861 è un genere di piante angiosperme dicotiledoni della famiglia delle Asteraceae.

## Etimologia
Il nome del genere deriva da due parole greche: "strobo" (= contorto) e "kalcx" (= calice) e fa riferimento al particolare schema di embricazione delle brattee dell'involucro.
Il nome scientifico del genere è stato definito per la prima volta dai botanici Carl(Karl) Ludwig von Blume (1796-1862), Augustin Pyramus de Candolle (1778-1841) e Carl Heinrich Schultz (1805-1867)  nella pubblicazione " Jahresbericht der Pollichia, eines Naturwissenschaftlichen Vereins der bayerischen Pfalz" ( Jahresber. Pollichia 18/19: 170) del 1861.

## Descrizione

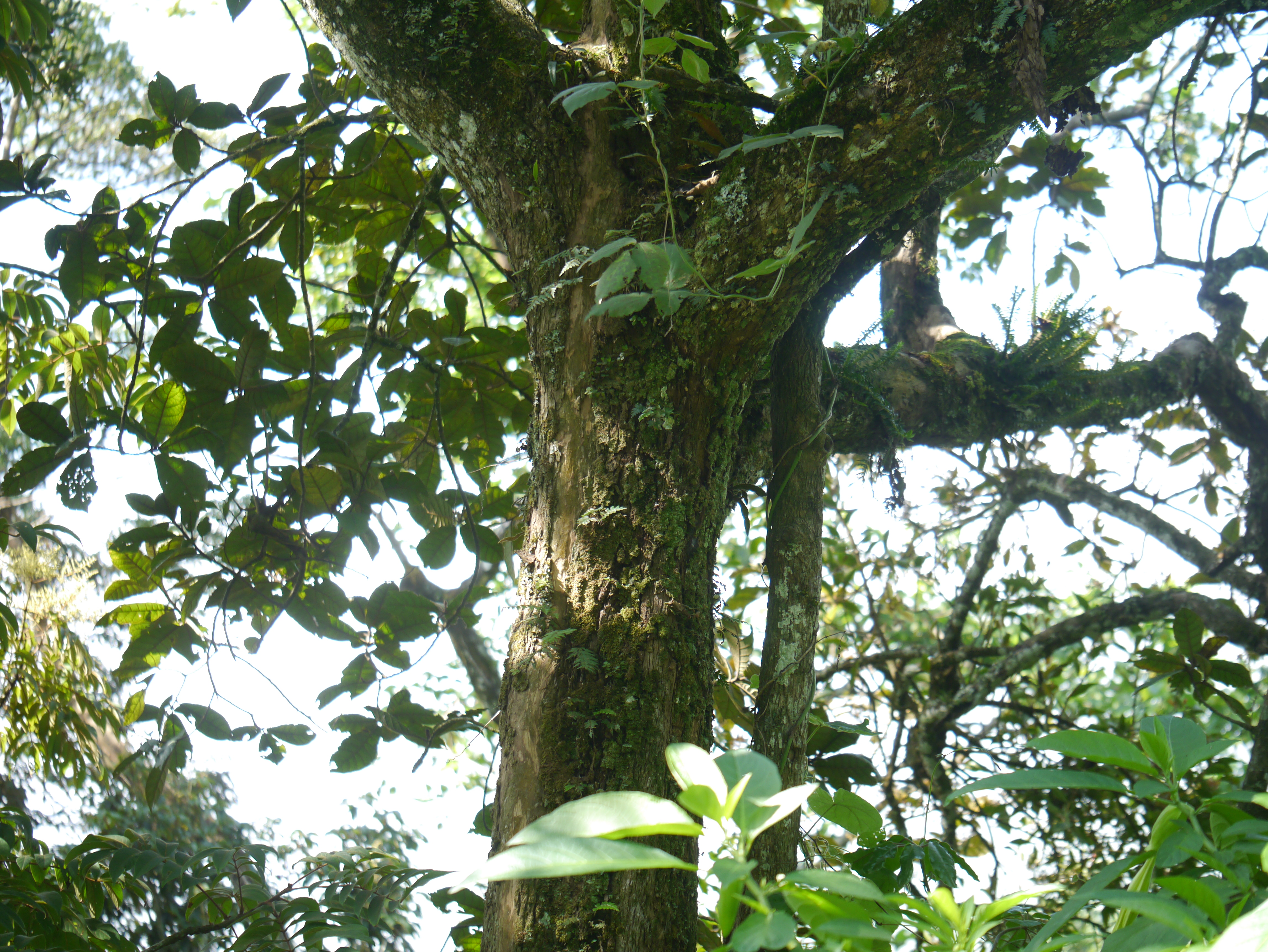
Il portamento
Strobocalyx arborea

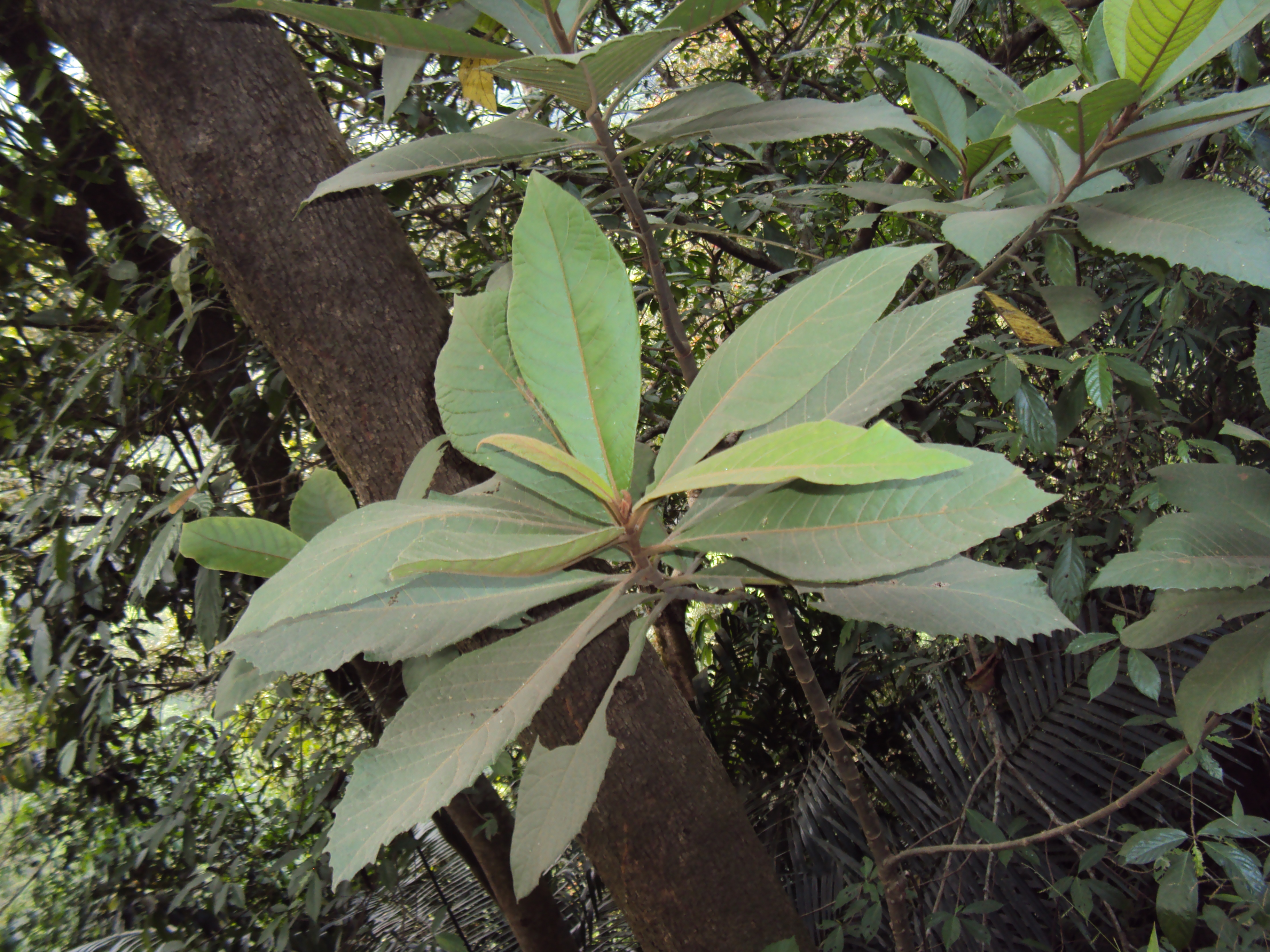
Le foglie
Strobocalyx arborea

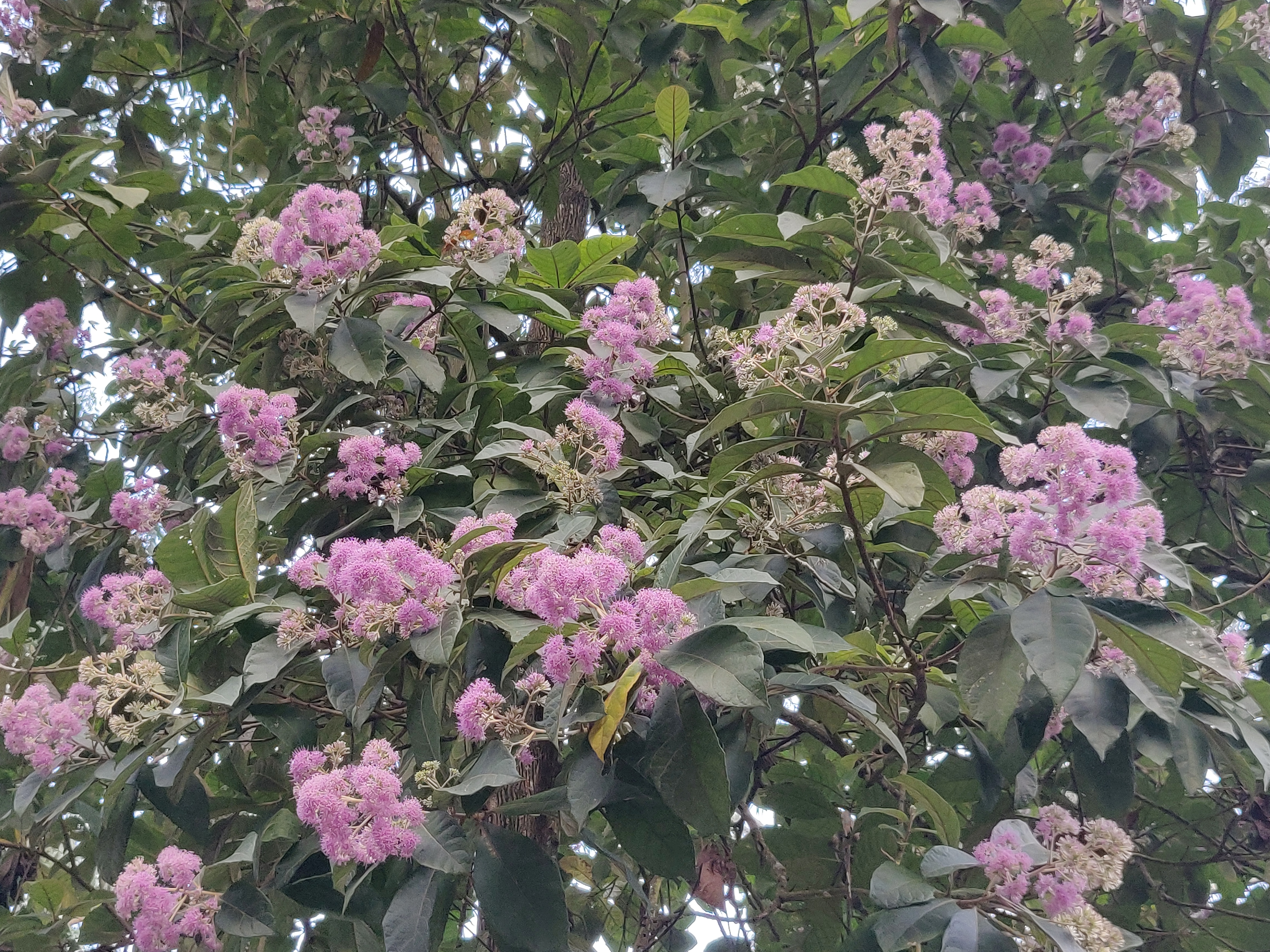
Infiorescenza
Strobocalyx arborea

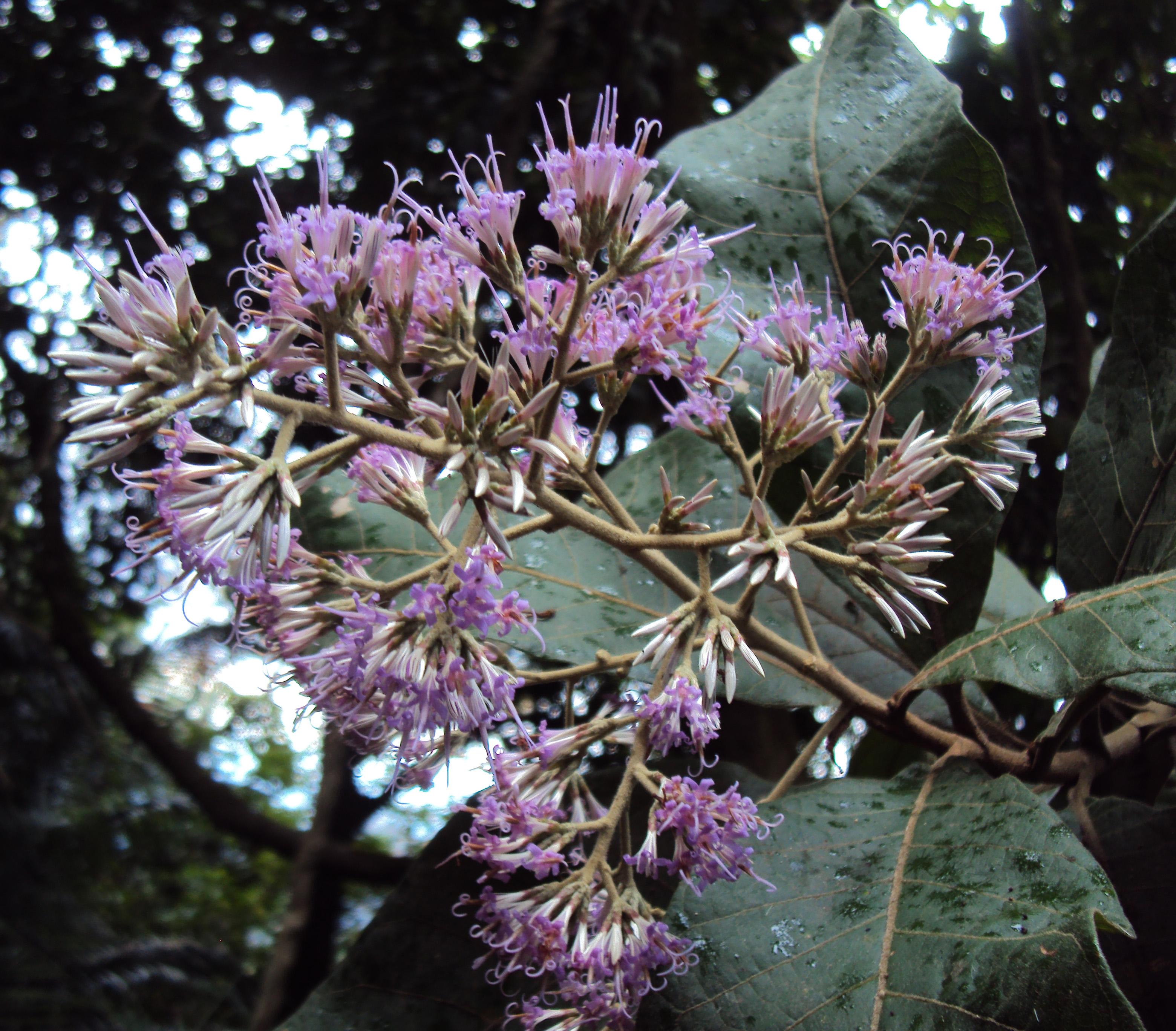
I fiori
Strobocalyx arborea

Le piante di questa voce hanno un habitus arbustivo o arboreo. I fusti sono arrotondati; all'interno il midollo è solido. Sulla superficie di queste piante sono presenti peli di vari tipo: semplici, spuntati, stellati, fusiformi o contorti; sono presenti anche pubescenze tomentose.
Le foglie sono disposte in modo alterno e sono picciolate. La lamina in genere è intera con forme variabili da ovate o oblunghe a obovate con base da cuneata a ottusa. Le venature normalmente sono pennate (sono presenti venature secondarie). I margini sono continui o dentati. La superficie è pubescente per peli uniseriati con una lunga cellula apicale.
L'infiorescenza, simpodiali, è formata da capolini peduncolati in formazioni corimbose. La struttura dei capolini è quella tipica delle Asteraceae: un peduncolo sorregge un involucro con forme varie da campanulate a ovoidali da diverse brattee disposte su 4 - 5 serie embricate e scalate che fanno da protezione al ricettacolo sul quale s'inseriscono i fiori di tipo tubuloso. Le brattee dell'involucro, a consistenza cartacea, persistenti o decidue (quelle più interne), hanno delle forme più o meno lanceolate con apici da arrotondati a corto-acuti. Il ricettacolo alveolato e con pubescenza variabile è privo di pagliette (ricettacolo nudo).
I fiori, da 5 a 30 per capolino, sono tetra-ciclici (ossia sono presenti 4 verticilli: calice – corolla – androceo – gineceo) e pentameri (ogni verticillo ha in genere 5 elementi). I fiori sono inoltre ermafroditi e actinomorfi (raramente possono essere zigomorfi).
- Formula fiorale:

*/x K {\displaystyle \infty }, [C (5), A (5)], G 2 (infero), achenio
- Calice: i sepali del calice sono ridotti ad una coroncina di squame.
- Corolla: la corolla, formata da uno stretto tubo imbutiforme terminanti in 5 lobi riflessi, può essere pubescente o glabra. Il colore è biancastro.
- Androceo: gli stami sono 5 con filamenti liberi e distinti, mentre le antere sono saldate in un manicotto (o tubo) circondante lo stilo.[11] Le antere, prive di ghiandole, hanno le appendici basali a forma triangolare con punte smussate. Il polline può essere di tipo tricolporato, ossia con tre aperture sia a fessura che a poro; può essere inoltre echinato (con punte)[12]; in genere non è "lophato".
- Gineceo: lo stilo è filiforme con alla base un anello (o nodo) sclerificato e prominente. Gli stigmi dello stilo sono due lunghi e divergenti; sono sottili, pelosi (peli a spazzola) e con apice acuto. L'ovario è infero uniloculare formato da 2 carpelli. Gli stigmi hanno la superficie stigmatica interna (vicino alla base).[13]

I frutti sono degli acheni con pappo. Gli acheni hanno 5 - 10 coste con superficie più o meno glabra. All'interno si può trovare del tessuto di tipo idioblasto e rafidi (pochi) di tipo subquadrato; non è presente il tessuto tipo fitomelanina. Il pappo è formato da un gruppo di setole capillari molto lunghe, distalmente allargate e un altro gruppo di setole basali che comunque non formano una serie distinta.

## Biologia
- Impollinazione: l'impollinazione avviene tramite insetti (impollinazione entomogama tramite farfalle diurne e notturne).
- Riproduzione: la fecondazione avviene fondamentalmente tramite l'impollinazione dei fiori (vedi sopra).
- Dispersione: i semi (gli acheni) cadendo a terra sono successivamente dispersi soprattutto da insetti tipo formiche (disseminazione mirmecoria). In questo tipo di piante avviene anche un altro tipo di dispersione: zoocoria. Infatti gli uncini delle brattee dell'involucro si agganciano ai peli degli animali di passaggio disperdendo così anche su lunghe distanze i semi della pianta.

## Distribuzione e habitat
La distribuzione delle piante di questa voce è relativa al Vecchio mondo (foreste sempreverdi dell'Asia del sud-est).

## Tassonomia
La famiglia di appartenenza di questa voce (Asteraceae o Compositae, nomen conservandum) probabilmente originaria del Sud America, è la più numerosa del mondo vegetale, comprende oltre 23 000 specie distribuite su 1 535 generi, oppure 22 750 specie e 1 530 generi secondo altre fonti (una delle checklist più aggiornata elenca fino a 1 679 generi). La famiglia attualmente (2021) è divisa in 16 sottofamiglie.

### Filogenesi
Le specie di questo gruppo appartengono alla sottotribù Gymnantheminae descritta all'interno della tribù Vernonieae Cass. della sottofamiglia Vernonioideae Lindl.. Questa classificazione è stata ottenuta ultimamente con le analisi del DNA delle varie specie del gruppo. Da un punto di vista filogenetico in base alle ultime analisi sul DNA la tribù Vernonieae è risultata divisa in due grandi cladi: Muovo Mondo e Vecchio Mondo. I generi della sottotribù Gymnantheminae appartengono al subclade relativo all'Africa tropicale comprese le Hawaii (l'altro subclade africano comprende soprattutto specie meridionali).
La sottotribù, e quindi i suoi generi, si distingue per i seguenti caratteri:
- l'habitus è soprattutto arbustivo o arboreo;
- le brattee interne dell'involucro talvolta sono decidue;
- il polline non è di tipo triporato;
- le antere sono prive di ghiandole;
- le piante sono in prevalenza paleotropicali (avventizie in America).

In precedenza la tribù Vernonieae, e quindi la sottotribù (Gymnantheminae) di questo genere, era descritta all'interno della sottofamiglia Cichorioideae. In passato le specie di questo genere erano descritte all'interno del genere Vernonia sect. Strobocalyx Blume ex DC., 1836.
I caratteri distintivi per le specie di questo genere ( Strobocalyx) sono:
- le brattee dell'involucro presentano un particolare schema di embricazione.

Il numero cromosomico delle specie di questo genere è: 2n = 60.

### Elenco delle specie
Questo genere ha 9 specie:
- Strobocalyx arborea (Buch.-Ham.) Sch.Bip.
- Strobocalyx bockiana  (Diels) H.Rob., S.C.Keeley, Skvarla & R.Chan
- Strobocalyx chunii  (C.C.Chang) H.Rob., S.C.Keeley, Skvarla & R.Chan
- Strobocalyx esculenta  (Hemsl.) H.Rob., S.C.Keeley, Skvarla & R.Chan
- Strobocalyx insularum  (A.Gray) Sch.Bip.
- Strobocalyx mastersii  B.Bhattacharjee, Lakshmin., S.K.Mukherjee & Av.Bha
- Strobocalyx solanifolia  Sch.Bip.
- Strobocalyx sylvatica  (Dunn) H.Rob., S.C.Keeley, Skvarla & R.Chan
- Strobocalyx vidalii  (Merr.) H.Rob., S.C.Keeley, Skvarla & R.Chan

### Sinonimi
Sono elencati alcuni sinonimi per questa entità:
- Flustula Raf.